# Nick Gentile
Nicola Gentile, detto "Nick", "zu Cola", "Don Cola", "Cola l'americanu" (Siculiana, 12 giugno 1885 – Siculiana, 6 novembre 1966), è stato un mafioso italiano, legato a Cosa nostra statunitense e alla mafia siciliana.

## Biografia

### I primi anni
Nicola Gentile nacque il 6 giugno 1885 a Siculiana (provincia di Agrigento), da Antonio Gentile e Maria Zarbo. Nel 1903, all'età di 18 anni emigrò clandestinamente a New York, dove ad attenderlo c'erano un gruppo di compaesani mafiosi di Siculiana che agivano tra la Grande Mela e le città di Kansas City e Filadelfia, si occupavano di un giro commerciale e paracriminale dedito ad un certo commercio truffaldino di falsi tessuti.
Dopo alcune settimane il giovane Gentile si trasferì a Filadelfia, dove abitava un suo fratello che faceva parte della locale cosca mafiosa. Due anni dopo, nel 1905, venne affiliato alla Famiglia di Filadelfia. Sostanzialmente Gentile manteneva i rapporti ed i contatti tra le varie famiglie mafiose della nazione, viaggiando da un capo all'altro dell'America.

### Gli anni '10
Nel 1909 tornò in Sicilia, nella natia Siculiana, dove rimase fino al 1911, anno in cui tornò in America. Gentile tornerà parecchie volte in Sicilia, non solo per consolidare i suoi contatti mafiosi da un capo all'altro dell'oceano e per curare i suoi affari commerciali, ma anche per tornare a far visita ai suoi parenti e a quelli della moglie, originaria della vicina Raffadali. Tornò di nuovo in Sicilia per poche settimane nel 1913. Nel 1915 si trasferì a Pittsburgh, nella locale famiglia mafiosa guidata all'epoca dal boss Gregorio Conti, il quale lo nominò capodecina. Il gruppo di Gentile aveva lo scopo ben preciso di difendere dei potenti uomini d'affari siciliani della città, legati al commercio di prodotti tipici, con cui lo stesso Gentile aveva dei forti interessi.
Infatti proprio in quel periodo Gentile ed uno dei suoi uomini fecero un gran chiasso in città, quando all'interno di un'affollata taverna, davanti a decine di testimoni, assassinarono un malavitoso rivale che si era permesso di accoltellare un importante imprenditore sotto la sua protezione, un certo Salvatore Catanzaro, soprannominato "il re delle banane di Pittsburgh", originario di Termini Imerese (Palermo). Nelle settimane che seguirono Gentile ed i suoi fedelissimi, con omicidi rapidi e chirurgici, si sbarazzarono dei complici e del resto della banda dell'uomo ucciso. Quest'episodio fece aumentare il potere, il rispetto e la considerazione di Gentile e dei suoi fedelissimi all'interno della mafia di Pittsburgh e dell'intera malavita locale. Verso la fine degli anni dieci venne promosso a consigliere della Famiglia di Pittsburgh.
Nel 1919, durante un suo breve soggiorno a Siculiana, lo andò a trovare Joseph Lonardo, capomafia di Cleveland ed anche lui in quei giorni soggiornante in Sicilia, nella natia Licata. I due parlarono dell'imminente inizio del proibizionismo, e Lonardo propose di unirsi a lui nel racket del contrabbando di alcool a Cleveland e in tutto lo stato dell'Ohio. Sempre in quei giorni Gentile fornì l'appoggio elettorale all'onorevole Luigi Gallo, figlio dell'ex ministro Nicolò e figlioccio di Giolitti, in contrapposizione alla famiglia mafiosa di Favara, che invece sosteneva Giovanni Miccichè.

### Gli anni '20 e l'inizio del proibizionismo
All'inizio degli anni venti Gentile fu il capo dei cartelli criminali del contrabbando di alcolici, delle famiglie mafiose di Kansas City, Cleveland e Pittsburgh. Sempre in quel periodo i rapporti tra Lonardo e Gentile si guastano, e Lonardo ordina l'omicidio di Gentile, ma quest'ultimo scampa all'agguato. Gentile si alleò con Umberto Valenti e Salvatore Mauro, esponenti di spicco della Famiglia Morello di New York, mentre Lonardo si alleò con la famiglia di Salvatore D'Aquila. Proprio in quel periodo Mauro e Valenti si battevano contro Masseria per il controllo della famiglia, e tra il 1921 e il 1922 sia Mauro che Valenti furono assassinati dagli uomini di Joe Masseria, che divenne così il capo della famiglia. Per dirimere la controversia con Lonardo, Gentile fu aggregato alla Famiglia Masseria, diventandone uno dei membri di spicco.

### Il ruolo di mediatore e la guerra castellammarese
Nel 1925/26 Gentile tornò per un breve periodo in Sicilia. Tornò nuovamente in Sicilia nel 1927, restandovi per quasi tre anni, fino al 1930. Al suo ritorno a New York era scoppiata la famosa guerra castellammarese tra Salvatore Maranzano e Joe Masseria. Grazie alle sue riconosciute doti di mediatore, Masseria lo incaricò di negoziare la pace con Maranzano ed i castellammaresi. Per qualche settimana si raggiunse una tregua, ma subito dopo la faida riscoppiò più sanguinosa che mai. Gentile consolidò i suoi rapporti con Lucky Luciano, e con questi e con altri boss emergenti organizzarono gli omicidi di Masseria prima e Maranzano poi, mettendo così fine alla guerra.

### Dal 1931 al 1937
Luciano divenne il capo della famiglia Masseria, e Gentile divenne uno dei suoi più stretti collaboratori, gestendo il gioco d'azzardo ed altri lucrosi racket. Tra Gentile e il vicecapo della Famiglia Luciano, Vito Genovese, non correva buon sangue, e sorsero alcune incomprensioni tra i due. Così nel 1935, grazie ai suoi stretti legami con Vincent Mangano, capo della famiglia Mangano, e con alcuni dei suoi leader come Joe Biondo ed Albert Anastasia, suoi vecchi amici, si decise di aggregarlo in questa famiglia. Mangano gli raccomandò di non scontrarsi assolutamente con Genovese per non fare scoppiare una nuova guerra.
Nel 1937, in società con il suo boss Vincent Mangano, Joe Biondo, suo genero Charles La Gaipa detto "nasone" nativo di Porto Empedocle ed altri importanti mafiosi, fu incaricato di organizzare alcuni gruppi di mafiosi per un grosso traffico di eroina. Gentile quindi si recò prima in Texas e poi a New Orleans, città dove pochi mesi dopo fu arrestato dagli agenti del Federal Bureau of Narcotics con importanti documenti ed una lista di complici in tasca. Dopo aver pagato una cauzione di 18.000 dollari, anziché aspettare il processo decise di lasciare l'America e rifugiarsi in Sicilia.

### Il ritorno in Sicilia
Al suo ritorno in Sicilia, Gentile divenne uno dei più potenti boss della famiglia di Siculiana e di tutto l'Agrigentino, con stretti legami con boss del calibro di Giuseppe Settecasi. Ebbe dei buoni rapporti con il locale podestà di Agrigento. Durante gli anni della guerra si stabilì a Palermo, dove aprì un negozio di tessuti al civico 268 di via Roma, vicino a piazza San Domenico; il negozio era un punto d'appoggio pulito per continuare i suoi traffici di stupefacenti verso l'America con il gruppo guidato da Luciano, Mangano e Biondo.
Dopo il 1943 sarà chiamato dal capitano statunitense Monroe per collaborare nell'amministrazione del territorio agrigentino, sull'esempio di tanti altri boss locali eletti a consiglieri degli ufficiali statunitensi e a sindaci. Grazie al suo sostegno in quei mesi, gli alleati assegnarono a Vincenzo Di Carlo, capomafia di Raffadali, il ruolo di responsabile dell'ufficio per la requisizione dei cereali e degli alimenti di prima necessità. In quel periodo Gentile era un boss con amicizie e interessi integrati con l'allora sistema politico-mafioso.
Inizialmente Gentile sostenne il separatismo assieme agli altri boss mafiosi. Don Calogero Vizzini lo andava a trovare giornalmente nel suo negozio di tessuti assieme ad altri mafiosi, e più di una volta lo andò a trovare anche Finocchiaro Aprile. Gli altri capimafia riferivano a Gentile dei contatti con esponenti dell'esercito americano, i quali avevano promesso tutto il loro appoggio per il movimento separatista e per l'annessione della Sicilia alla confederazione degli Stati Uniti. Il tenente americano Max Brod dei servizi speciali lo pregò di adoperarsi per appoggiare la monarchia. Brod chiese a Gentile se poteva cercare l'appoggio di Pietro Di Giunta, suo grande amico e proprio in quel periodo nominato Gran Maestro della massoneria italiana. Brod fece avere un'udienza a Roma dal re Umberto. Tuttavia la sconfitta della monarchia non scalfì minimamente il ruolo di "capo elettore" del boss siculianese.
Nel frattempo, nel 1946, il suo socio e amico Lucky Luciano fu espulso dagli Stati Uniti e rispedito in Italia. Secondo le autorità italiane ed americane Gentile, Luciano, Rosario Mancino, Pietro Davì e Frank Coppola sarebbero gli organizzatori del grosso traffico di droga verso l'America. Uno dei figli di Gentile si era sposato con la figlia di Pietro Davì, uno dei capi del traffico di stupefacenti e del contrabbando di sigarette degli anni '50. Nel 1949 Gentile e Luciano incontrarono segretamente Joe Biondo a New York. Biondo in quel periodo era il supervisore del traffico di eroina per conto della Famiglia Mangano.
Nel 1951 per circa 40 giorni girò tutta la provincia di Agrigento per appoggiare a livello elettorale Giuseppe La Loggia. Da vecchio "uomo d'onore" intendeva così saldare un antico debito di riconoscenza, ovvero una vecchia testimonianza resa a suo favore, fatta decenni prima dal commendatore Altieri, podestà e poi sindaco di Agrigento, nonché suocero del fratello di Giuseppe La Loggia, Vincenzo. Nel 1958 il Narcotic Bureau intercettò a New York una lettera di Gentile indirizzata a Joe Biondo, che portò all'arresto di diversi corrieri della droga i quali facevano la spola tra la Sicilia e gli Stati Uniti.

### Gli ultimi anni
All'inizio degli anni sessanta un rapporto dei carabinieri invitava i comandi della Sicilia di Agrigento e Caltanissetta "ad esercitare cauta e costante vigilanza sull'eventuale attività di Giuseppe Genco Russo e Nicola Gentile, specie in vista delle prossime competizioni elettorali". Sempre in quel periodo Gentile si incontrava con Lucky Luciano a "La Giara", un famoso locale di Taormina, assieme a Rosario Vitaliti, altro boss e compare di Luciano rientrato in Sicilia dopo essere stato espulso dagli Stati Uniti, ed indicato allora come autore di estorsioni a imprenditori terrieri nella natia Giardini Naxos e nei comuni vicini.
È autore del libro "Vita di Capomafia", pubblicato nel 1963 (prefazione di Felice Chilanti. - Roma: Editori Riuniti. - 173 p.)
Agli atti del processo "Pietro Torretta + 120" risultava che agli inizi degli anni sessanta Gentile aveva ottenuto a Palermo un appartamento in maniera irregolare, grazie a Salvo Lima e con l'interessamento di Vito Ciancimino. Nel 1965 il nome di Gentile verrà inserito dalla guardia di finanza in una aggiornata lista dei 27 maggiori trafficanti di stupefacenti tra Sicilia e Stati Uniti. Un documento dell'FBI degli anni '50 indicava Gentile come uno dei principali trafficanti di eroina negli Stati Uniti, specificando che occasionalmente visitava Roma, dove risiedevano alcuni boss mafiosi responsabili del traffico di droga, come Lucky Luciano e Frank Coppola. Gentile ufficialmente risultava residente ancora in America, nelle città di New York, Pittsburgh, Detroit, New Orleans, e Houston. Il suo primo arresto in America risaliva al 1915, per aggressione, omicidio ed estorsione.
Nicola Gentile morì di cause naturali il 6 novembre del 1966 all'età di 81 anni.

## Mafiosi associati
Gentile a partire dagli anni 40 aveva rapporti di affari e di alleanza nel traffico di eroina con i seguenti mafiosi:
- New York
  - Joseph Biondo
  - Vincent Mangano
  - Joe Profaci
  - Joseph Parlapiano
  - Alfonso Attardi
  - Charles La Gaipa, suo genero
  - Calogero De Leo
- Pittsburgh
  - Gregorio Conti
- San Diego
  - Marco Li Mandri
    - Italia
- Roma
  - Frank Coppola, deportato in Italia nel 1948
  - Lucky Luciano, deportato in Italia nel 1946
    - Sicilia
- Palermo
  - Pietro Davi'
  - Rosario Mancino
- Siculiana
  - Pasquale Siracusa
  - Giuseppe Indelicato
  - Famiglia Cuntrera-Caruana
- Salemi
  - Benedetto Zizzo
  - Salvatore "Toto'" Zizzo
- Alessandria della Rocca
  - Giuseppe Settecasi
- Villalba
  - Calogero Vizzini
- Mussomeli
  - Giuseppe Genco Russo
- Giardini Naxos
  - Rosario Vitaliti